# Calogero di Brescia
Calogero o Calocero (nelle fonti agiografiche anche Caio) (Brescia, ... – Albenga, 18 aprile 121) è stato un militare romano, martirizzato ad Albenga sotto l'imperatore Adriano, che la Chiesa cattolica considera santo e la cui memoria liturgica ricorre il 18 aprile.

## Agiografia
La sua vicenda è riportata dagli atti dei santi Faustino e Giovita: originario di Brescia,  si era convertito al Cristianesimo grazie all'opera missionaria dei due martiri. Anche loro infatti erano soldati bresciani e probabilmente i tre militavano nella medesima corte, tant'è che, raccontano gli agiografi, vennero tutti e tre trasferiti a Milano per essere processati. Il processo si svolse alle Terme Erculee ma nessuno dei tre abiurò la nuova fede. Fu così che, condannati a morte, vennero condotti presso un tempio fuori dalle mura, poco lontano dall'anfiteatro romano di Milano, in uno spiazzo un tempo usato per le corse dei cavalli. 
Quella era probabilmente un'area che in origine era considerata sacra: un nemeton - una radura circondata da olmi verosimilmente consacrata a Taranis, dio del fulmine. È molto verosimile che lì sgorgasse anche una sorgente, ritenuta miracolosa dalla popolazione. Nel 222 a.C., alla conquista di Milano, il console Marcello aveva sostituito il tempio celtico con uno dedicato a Giove (pur sempre dio del fulmine) e l'area era rimasta sacra per secoli, conservando un ampio spiazzo tutt'attorno dove i fedeli potevano radunarsi per pregare innanzitutto, ma anche semplicemente per riposare, far festa, e ritrovarsi come comunità. Col passare del tempo e il mutare delle consuetudini, i passatempi della comunità erano diventati più rozzi e l'area sacra del tempio di Giove fuori le mura era diventata pista per le corse, mentre il tempio, abbandonato a se stesso, aveva subito sempre più i danni del tempo. 
La zona in realtà alle corse si prestava ben poco, poiché era lasciata a prato e non aveva alcun tipo di pavimentazione che rendesse le corse sicure. Era il luogo insomma delle cosiddette "corse dei plaustri", che si svolgevano a Milano come in altre città dell'Impero, per soddisfare i ben noti gusti morbosi della plebe dell'Impero, avida di passare il tempo tra spettacoli e gare che garantissero forti emozioni. La gente si accalcava esaltata per assistere alle corse dei plaustri, come ai giochi gladiatori del resto, come alle corse nell'anfiteatro, e come a tutti gli altri "ludi circenses" della tradizione romana; ma nel prato fuori dalla porta Ticinensis di Milano, in particolare, si trovavano ormai sempre meno coraggiosi (o pazzi) disposti a gareggiare, per cui, per non rinunciare al divertimento, era da tempo invalso l'uso di far correre i condannati a morte, legati a carri lanciati a folle velocità tirati da cavalli imbizzarriti. Il più delle volte, i poveri aurighi coatti finivano col ribaltarsi e rompersi l'osso del collo. E la folla applaudiva. Questa era la sorte riservata a Caio, a Faustino e a Giovita, i tre ex ufficiali dell'esercito imperiale, colpevoli di Alto Tradimento; e tutti si aspettavano questa fine cruenta quando ognuno dei tre venne legato a un carro, opportunamente trainato da cavalli che si faticava a trattenere.
I tre furono legati a dei carri e, al segnale convenuto, i cavalli vennero liberati e i carri partirono a rotta di collo, tra gli urli e i fischi della folla. Ma un prodigio deluse la turba: i tre Santi riuscirono a governare i propri carri e riuscirono a fuggire così dal patibolo, evitando (per questa volta) il martirio. Caio Calocero in particolare riuscì a prendere la strada per Vigevano per proseguire fino ad Asti, rifugiandosi nella comunità cristiana locale. Lì, convertì al Cristianesimo Secondo di Asti, che andò a Milano a farsi battezzare e ad aiutare i vecchi amici Faustino e Giovita, che erano rimasti nella città, nascondendosi nella locale comunità cristiana, mentre Calocero, non si sa bene per quale ragione, si trasferì ad Albenga, dove continuò la sua opera missionaria.
Fu lì che venne scoperto dalla polizia imperiale che stavolta pensò bene di decapitarlo senza affidarsi a cavalli o altri animali per evitare altre sorprese. L'esecuzione avvenne presso l'antica foce del Centa, in località Campore il 18 aprile del 121.

## Culto

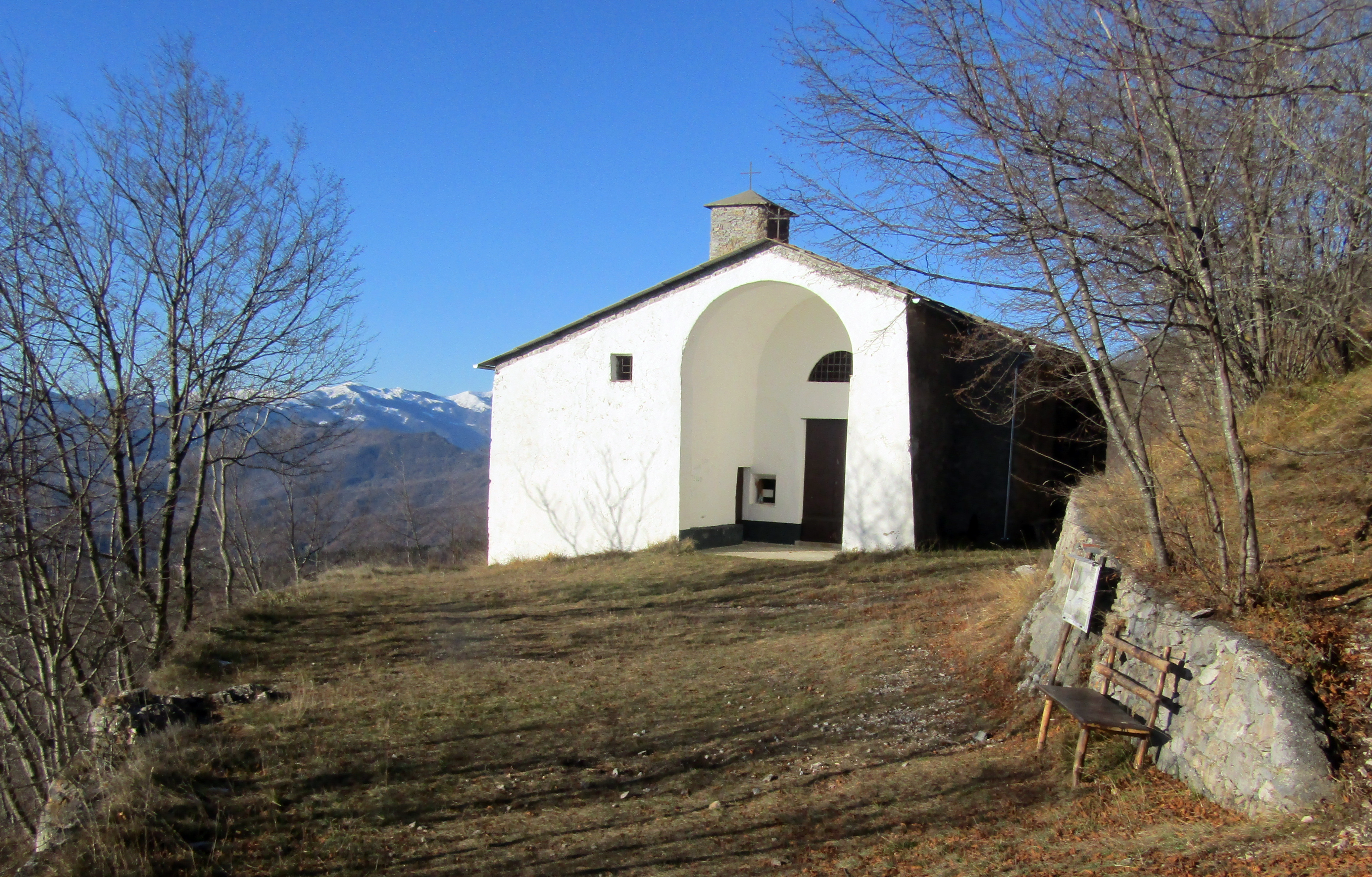
Santuario di San Calocero

Il ricordo di Calocero divenne presto culto locale restando limitato alle diocesi di Brescia, Milano, Asti, Ivrea, Tortona e Diocesi di Albenga.
A Milano è probabilmente sopravvissuta fino ai giorni nostri la memoria del (mancato) martirio di San Calocero nella toponomastica viaria del centro storico della città: non lontano da Porta Ticinese infatti si trova Via San Calocero, il cui nome derivava dalla presenza fino al 1951 della chiesa di San Calocero, chiesa dipendente dalla vicina chiesa di San Vincenzo in Prato, edificata probabilmente sopra i resti di un tempio pagano.
Presso Albenga alle pendici del Monte Bignone, sono presenti i ruderi della basilica cristiana di Albenga, eretta attorno ai secoli IV e V e dedicata a San Calocero. L'area archeologica relativa al sito pluristratificato di San Calocero comprende i resti di una chiesa tardo-antica con successive fasi altomedievale e medievale di un monastero di Benedettine e Clarisse, sorto presso il luogo del martirio, o della sepoltura, del Santo e abbandonato alla fine del XVI secolo. Esso avrebbe custodito le spoglie mortali del Santo evangelizzatore della zona, finché queste non vennero traslate nella chiesa della città. La presunta Tomba di San Calocero è conservata ad Albenga nel Civico museo ingauno, mentre nel Museo Diocesano è esposto il busto reliquario di San Calogero (fine XV secolo) e nella Cattedrale di San Michele è conservata l'urna con le reliquie del Santo (fine XVII secolo).
Secondo un'altra tradizione, verso la metà del IX secolo le reliquie del martire furono trasferite nell'Abbazia di San Pietro al Monte, a Civate. La tomba attuale è custodita nella chiesa, dedicata appunto al Santo, edificata all'interno delle mura del paese; ma pare che originariamente le spoglie fossero state traslate nella chiesa di San Pietro al Monte, eretta in una zona verosimilmente sacra fin dai tempi dei Celti, come sembra dimostrare la Leggenda di San Pietro al Monte di Civate, in cui parte rilevante ha la presenza di una fonte d'acqua dai poteri miracolosi. Dall'altro versante del Monte di Civate, poi, sorge un altro paese, Caslino d'Erba, la cui principale attrazione è data dalla chiesa romanica del Santuario della Madonna di San Calogero, in un'area sacra ove venne rinvenuta un'interessante lapide romana in cui, seppur con qualche dubbio e difficoltà, sembra potersi leggere il voto che un fedele fa "alle Linfe e alle Acque", sembrando darci la conferma così del fatto che l'area in questione fosse in origine un vero e proprio monte sacro, sede terrena degli spiriti delle acque. 
Stando ad una ulteriore tradizione il santo avrebbe vissuto per un certo periodo come eremita alle pendici del monte Castell'Ermo (ovvero Castello dell'Eremo), in comune di Vendone (SV), dove venne in seguito costruito il piccolo Santuario di San Calocero..